# Marcus Jarl
Marcus Jarl, född 30 juni 1985 i Rogslösa församling, är en svensk romanförfattare och skribent.